# انتخابات الرئاسة الأمريكية في ولاية واشنطن 2008
انتخابات الرئاسة الأمريكية في ولاية واشنطن 2008 هي الانتخابات الرئاسية التي جرت في 4 نوفمبر 2008، في الولايات المتحدة، لانتخاب رئيس الولايات المتحدة، فاز بالانتخابات باراك أوباما.